# 원 세컨드 (영화)
원 세컨드(중국어: 一秒钟))는 2020년 공개된 중국의 드라마 영화이다. 장이머우 감독한 영화로, 장이, 류하오쿤, 판웨이가 주연으로 출연하였다. 문화대혁명 당시 노동개조소에서 탈출한 한 남자에 관한 이야기이다. 제69회 베를린 국제 영화제 황금곰상 경쟁작으로 선정되었으나, 상영 직전에 철회되었다. 공식적인 철회 이유는 후반 작업 중 발생한 기술적 문제였으나 비평가들은 정치적인 검열을 의심하였다.

## 출연
- 장이 - 도망자 역
- 류하오쿤 - 류가네 역
- 판웨이 - 판 영화 역